# تاي لوند
تاي لوند هو سياسي كندي، ولد في 31 مارس 1938 في كندا. حزبياً، نشط في الرابطة التقدمية المحافظة في ألبرتا ‏. وقد انتخب عضو الجمعية التشريعية ألبرتا.